# أكساي
أكساي (بالروسية: Аксай) هي إحدى مدن روسيا في الكيان الفدرالي الروسي روستوف أوبلاست.

## معرض صور

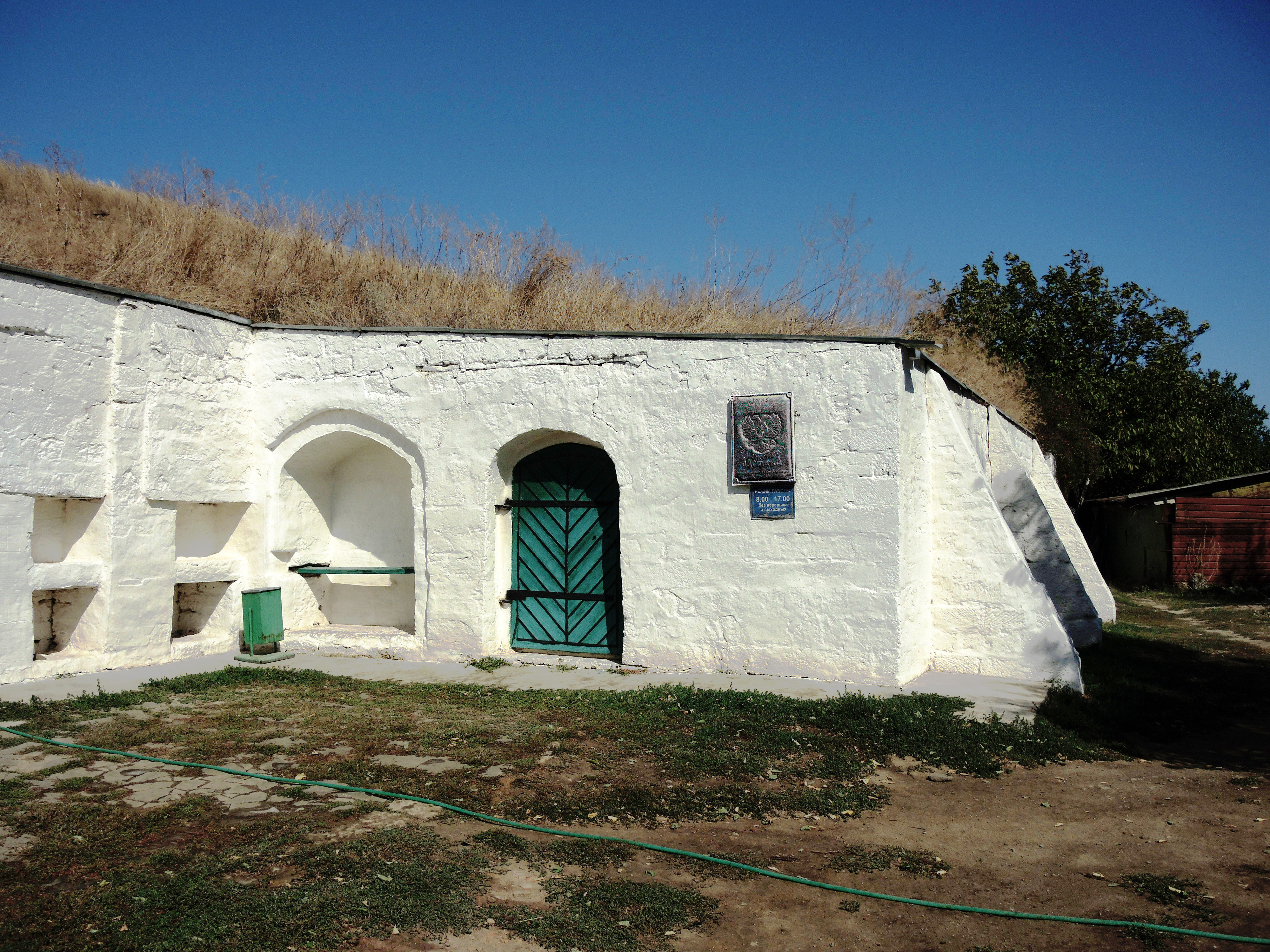
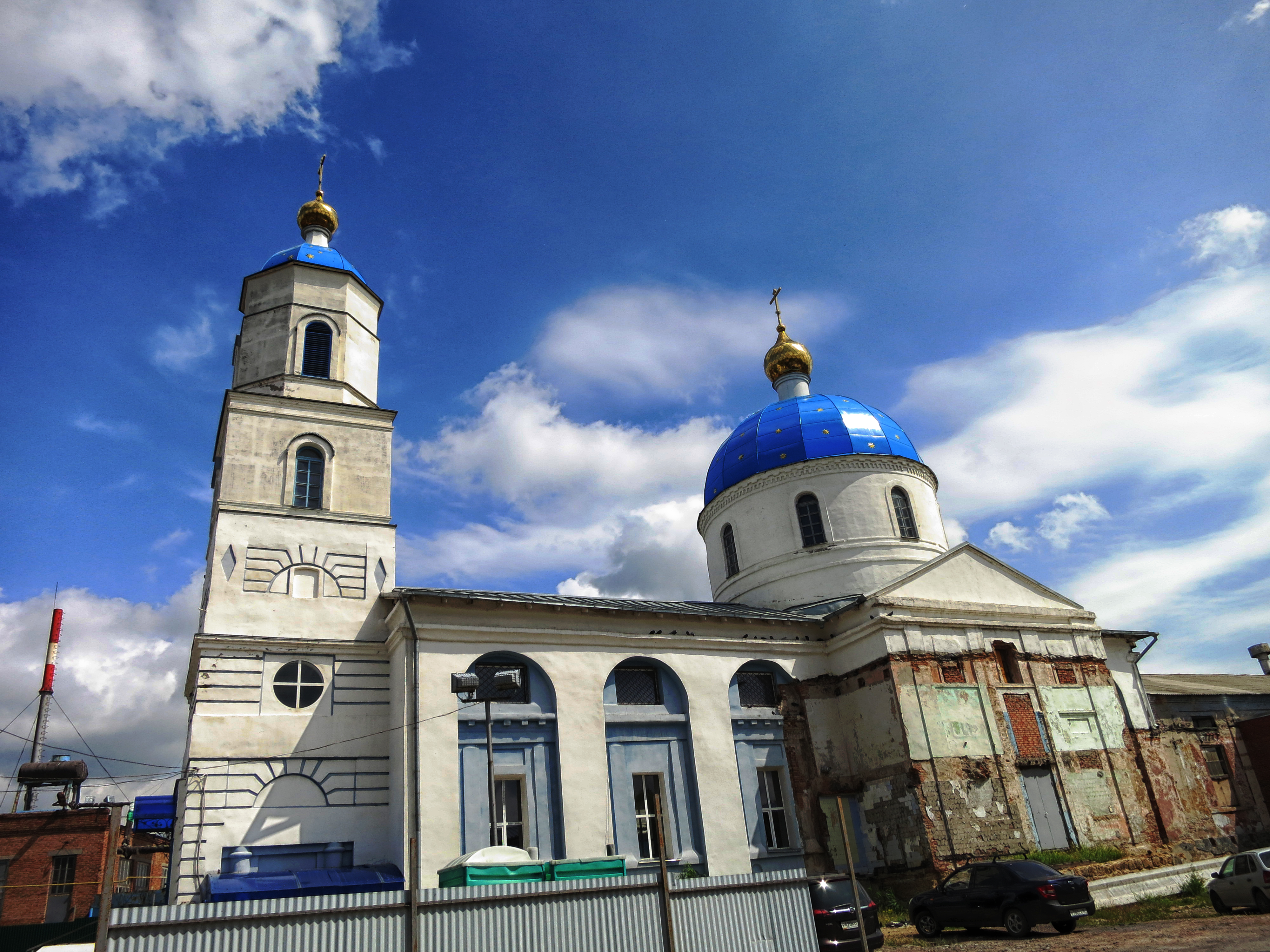
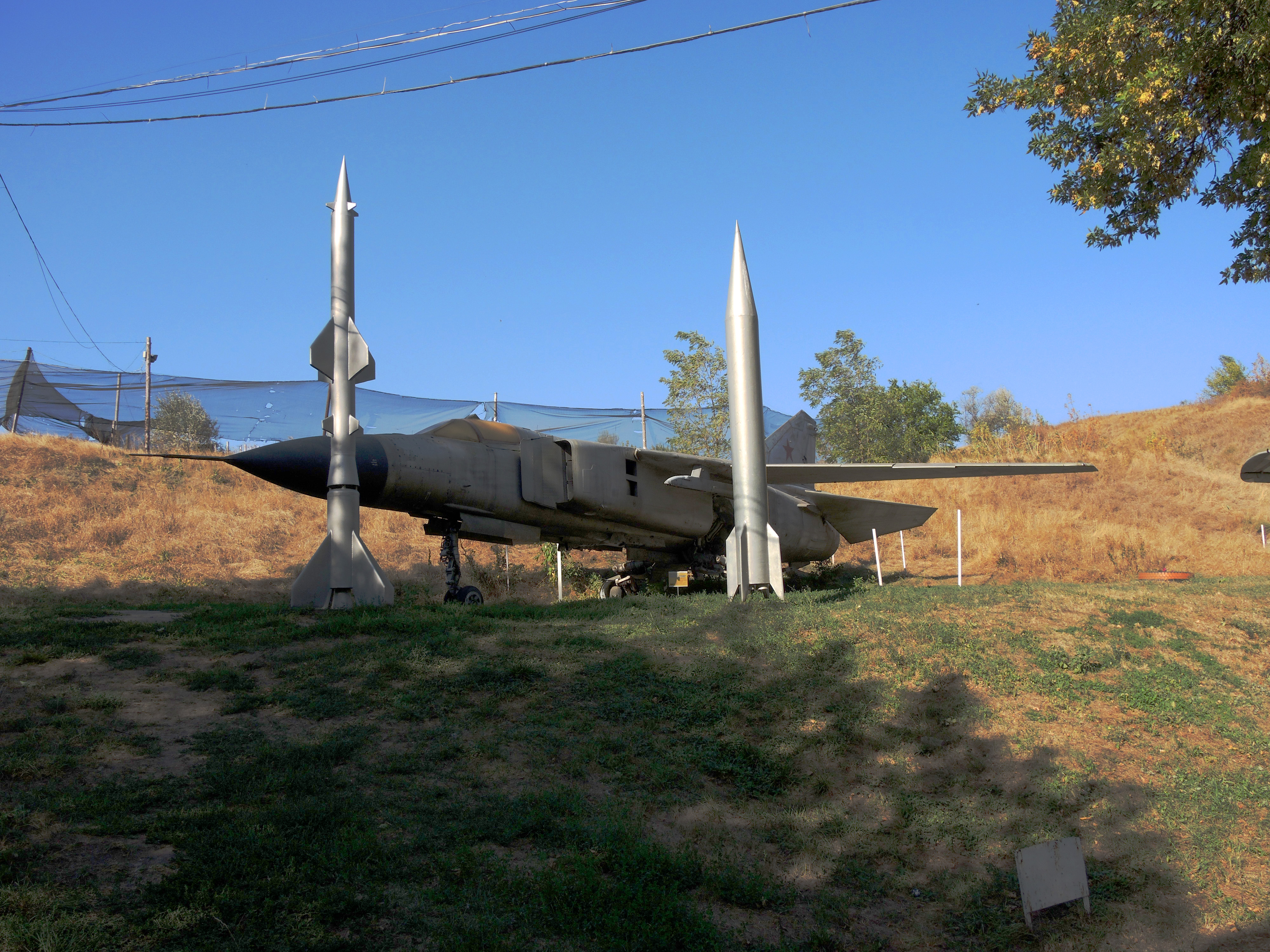
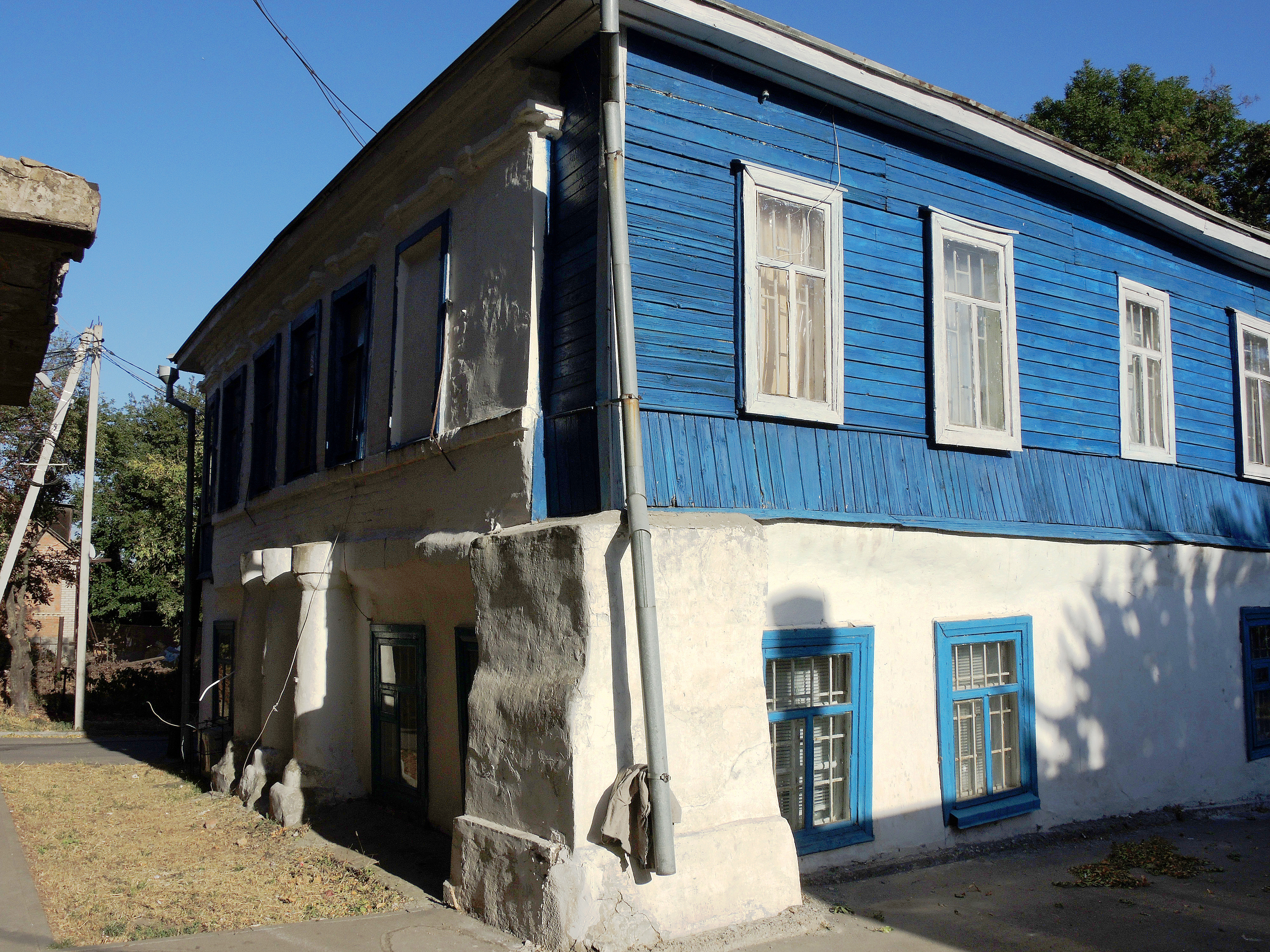